# Island Walk
Island Walk – jednostka osadnicza w Stanach Zjednoczonych, w stanie Floryda, w hrabstwie Collier.